# Andrej Kowatschew

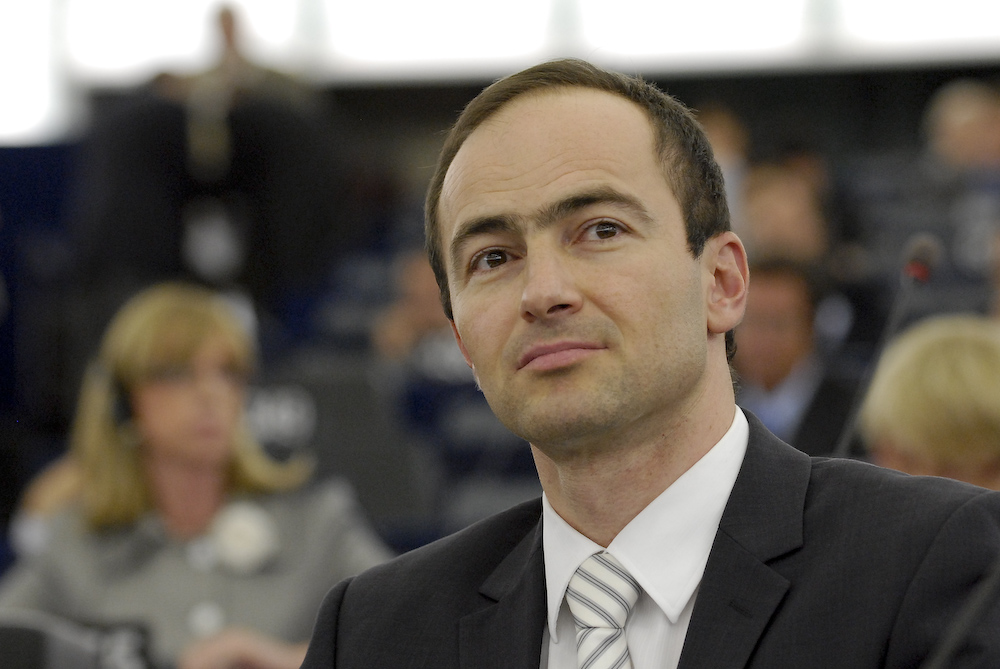
Andrej Kowatschew

Andrej Kowatschew (auch Andrey Kovatchev geschrieben, bulgarisch Андрей Ковачев; * 13. Dezember 1967 in Sofia) ist ein bulgarischer Politiker, Mitglied des Europäischen Parlaments für die Partei GERB und einer der stellvertretenden Fraktionsvorsitzenden der Europäischen Volkspartei.

## Ausbildung
Andrej Kowatschew hat einen Magisterabschluss in Biologie von der Universität des Saarlandes. Er erlangte ebenfalls den Doktortitel im Fach Biologie an derselben Universität. Neben seiner Muttersprache Bulgarisch ist er des Deutschen, Englischen, Französischen, Spanischen und Russischen mächtig.

## Parteilaufbahn und Abgeordnetentätigkeit
Seit 2007 ist Kowatschew stellvertretender Vorsitzender des Arbeitsgemeinschaft für Auswärtige und Europäische Angelegenheiten seiner politischen Partei GERB. Seit der Europawahl 2009 ist er Mitglied des Europäischen Parlaments.
Er ist Leiter der bulgarischen Delegation in der Europäischen Volkspartei (EVP). Seit 2017 ist er stellvertretender Vorsitzender der Fraktion der EVP und Mitglied des EVP-Vorstands.
Von 2012 bis 2014 war er stellvertretender Vorsitzender des Ausschusses für auswärtige Angelegenheiten im Europaparlament. Seit der Europawahl 2014 ist Kowatschew Mitglied des Präsidiums des Europaparlaments, sowie des Ausschusses für auswärtige Angelegenheiten, des Unterausschusses für Menschenrechte (DROI) und der Delegation für die Beziehungen zu den Vereinigten Staaten (D-US). Ferner ist er stellvertretendes Mitglied des Ausschusses für Umwelt, öffentliche Gesundheit und Lebensmittelsicherheit (ENVI) und der Delegation im Gemischten Parlamentarischen Ausschuss EU-ehemalige jugoslawische Republik Mazedonien (D-MK).
Als Quästor im Europaparlament hat er außerdem zahlreiche Zuständigkeiten in der internen Verwaltung der Institution.

## Sonstiges Engagement
Seit 2011 ist Kowatschew stellvertretender Vorsitzender der Union der Europäischen Föderalisten. Darüber hinaus hält er den Vorsitz der Europa-Union Bulgarien inne.
Im Europaparlament ist er Mitglied der fraktionsübergreifenden Spinelli-Gruppe, die sich für einen europäischen Föderalismus einsetzt.
Als Abgeordneter setzt er sich aktiv für die EU-Osterweiterung ein und insbesondere für die europäische Integration der Westbalkan-Staaten.
Am 6. Mai 2023 wurde Kowatschew die Einreise in Nordmazedonien verweigert. Bei übertritt der bulgarisch-nordmazedonischen Grenze am Grenzübergang Slatarewo-Novo Selo wurde Kowatschew von Beamten des nordmazedonischen Innenministeriums mitgeteilt, das er in Nordmazedonien unerwünscht sei und nicht die notwendigen Einreisebestimmungen erfülle, ohne Angaben auf weiteren Details. Kowatschew war anlässlich des St. Georgs-Tag auf der Reise zum Bulgarischen Soldatenfriedhof bei Novo Selo kurz Hinter der Grenze, wo jährlich am 6. Mai eine Gedenkfeier stattfindet, die von Kowatschew seit Jahren besucht wird.